# George Vujnovich
George Vujnovich (ur. 31 maja 1915, zm. 24 kwietnia 2012) – amerykański agent Office of Strategic Services.
W czasie II wojny światowej opracował i prowadził Operację Halyard w czasie której przerzucono z okupowanej Jugosławii ponad 500 alianckich lotników zestrzelonych w czasie bombardowania rumuńskich pół naftowych.